# 勒杜恩
勒杜恩（法語：Le Dourn，法語發音：[lə duʁn]）是法国奥克西塔尼大区塔恩省的一个市镇，属于阿尔比区。

## 地理
勒杜恩（44°1'5"N, 2°28'32"E）面积9.32 平方千米，位于法国奧克西塔尼大區塔恩省，该省份为法国南部内陆省份，北起顺时针与阿韦龙省、埃罗省、奥德省、上加龙省和塔恩-加龙省接壤。
与勒杜恩接壤的市镇（或旧市镇、城区）包括：雷基斯塔、圣让代尔努、阿萨克、卡迪、福塞尔格、圣米歇尔拉巴迪耶。

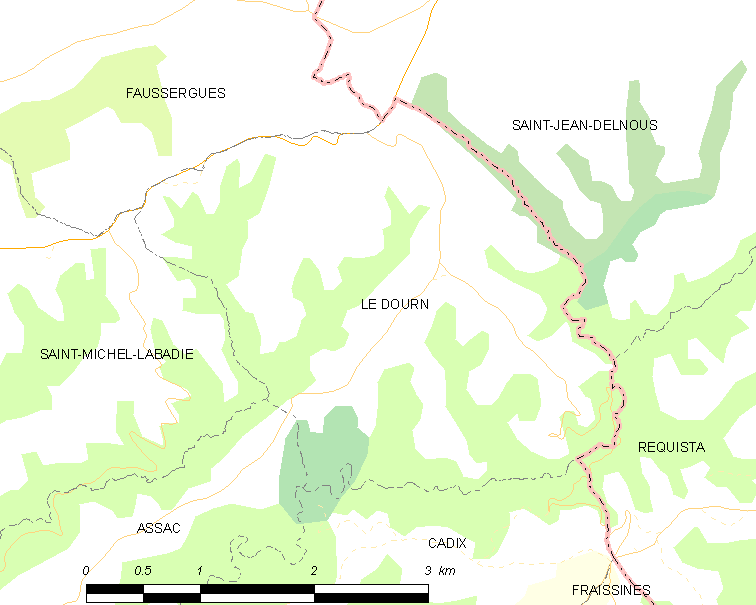
勒杜恩的OSM定位图

勒杜恩的时区为UTC+01:00、UTC+02:00（夏令时）。

## 行政
勒杜恩的邮政编码为81340，INSEE市镇编码为81082。

## 政治
勒杜恩所属的省级选区为卡尔莫第一县。

## 人口

1962-2008年间勒杜恩人口变化图示

勒杜恩于2022年1月1日时的人口数量为116人。